# 李宗盛
李宗盛（英文名：Jonathan Lee，1958年7月19日—），臺灣男歌手、詞曲作家、音樂製作人。自1980年代至今創作、製作了大量經典歌曲和暢銷唱片，有「華語流行音樂教父」和「百萬製作人」之稱。曾任滾石唱片副總經理、製作總監，現受聘擔任索尼音樂大中華區域A&R顧問。
作為華語流行樂壇最具影響力的音樂人之一，李宗盛創作的知名歌曲有《飄洋過海來看你 （页面存档备份，存于）》、《愛的代價》、《真心英雄》、《我是一隻小小鳥》、《夢醒時分》、《明明白白我的心》、《當愛已成往事》、《愛如潮水》、《讓我歡喜讓我憂》、《領悟》、《傷痕》、《陰天》、《凡人歌》、《鬼迷心竅》、《給自己的歌》、《山丘》等等，被稱為「自20世紀80年代以來，東亞及東南亞最重要的音樂製作人」。他也發掘提攜過金智娟、周華健、辛曉琪、張信哲、光良、品冠、梁靜茹、五月天、白安、楊宗緯、李劍青等多位歌手。

## 背景

### 家族
李宗盛父親李仲年是熱河赤峰人，1938年入滿洲國熱河省立國名高等學校（今熱河三中），1942年畢業留校任教，因東北1947年夏季戰役，1947年6月跟隨赤峰縣政府撤退至遼寧錦州，得到赤峰翁牛特右翼旗前旗長楊修純（蒙古名思欽朝克图）邀請約1948年去台灣。1940年代李仲年的兄長李伯年接手家族黑皮鋪「李有皮鋪」，因為李仲年的背景而有台屬身分，李伯年在1968年文化大革命被關押96天，打成殘廢。李仲年抵台灣後，任教於自立長老會新北投教會小學，為北投巴賽族為族人辦的基督教小學。他結識了教會的創會長老潘水生（巴賽族）及其女兒潘雪華（李宗盛母親）。李仲年後來在北投開設瓦斯行（即液化石油氣罐商店）「長春煤氣行」，潘雪華是初中老師。

### 早年
李宗盛1958年7月19日生於臺灣陽明山管理局北投鎮（今臺北市北投區）。小時幫父親的店送瓦斯，他在1988年歌曲《阿宗三件事》專門提及。兒時的李宗盛夢想當木匠，但在接觸到吉他後愛上了音樂。在國中參加軍樂隊的李宗盛，報考了國立藝專卻慘遭兩科零分的失利，而這次挫敗激發他自學音樂的決心。
之後李宗盛就讀明新工業專科學校電機科，1975年在校期間，和江學世、張炳輝組成木吉他合唱團，並在1979年第三屆金韻獎校園民歌大賽獲得大專重唱組優勝。儘管小有成績，當時的李宗盛尚無法做到以音樂謀生；在日後的自傳式歌曲《阿宗三件事》中，他記錄了這段邊做音樂、邊幫父親送瓦斯的經歷。

## 音樂生涯

### 1982-1987：入行初期
1982年，李宗盛加入拍譜唱片，首次以製作人身份為鄭怡打造專輯《小雨來的正是時候》；此專輯口碑銷量俱佳，其中李宗盛与郑怡合唱的《结束》成为李宗盛的成名曲，也由此開啓了他的音樂製作生涯。
1983年，為侯孝賢編劇的電影《油麻菜籽》創作了由蔡琴演唱的同名主題曲《油麻菜籽》；同年爲薛岳製作其首張個人專輯《搖滾舞台》。
1984年李宗盛加盟滾石唱片，第一個製作案便是張艾嘉的專輯《忙與盲》，包含同名主打歌《忙與盲》和《愛情有什麼道理》等；此專輯在藝術和商業上都大獲成功，成爲流行樂壇「概念專輯」的鼻祖。
1985年，為三毛作品《飛》、《七點鐘》等譜曲，收錄於專輯《迴聲－三毛作品第15號》中。
1986年1月李宗盛發行了首張個人專輯《生命中的精靈》，除同名曲《生命中的精靈》外，還收錄了其早年創作的第一首作品《一個人》，開創日後「李氏唱腔」的《寂寞難耐》，以及《開場白》《沒有人知道》《你像個孩子》等八首歌曲；這張專輯日後入選了台灣百佳專輯第五名。同年9月，滾石發行李宗盛爲潘越雲製作的專輯《舊愛新歡》，收錄《最愛》《小鎮醫生的故事》和兩人合唱的《舊愛新歡》等。
李宗盛在發掘周華健加盟滾石後，於1987年製作周華健首張個人專輯《心的方向》，成功開啓周華健的歌唱生涯；同年，創作了與陳淑樺合作的第一首歌曲《像我這樣的單身女子》。

### 1988年－2000年：金牌製作，音樂教父

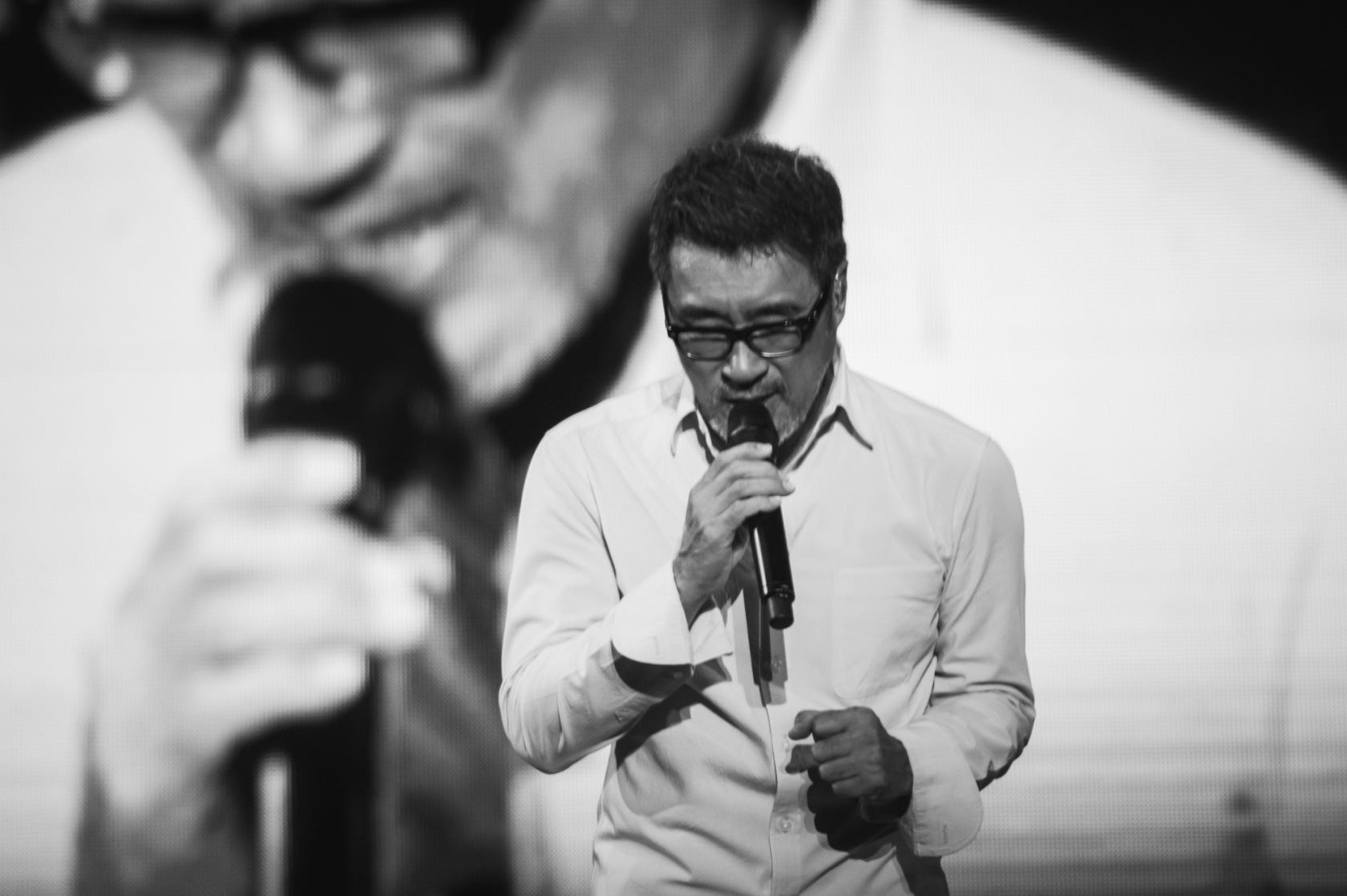
李宗盛於2014年「既然青春留不住」巡回演唱會南京站

1988年，周国仪推出與陳淑樺合作的首張專輯《女人心》，收錄《那一夜你喝了酒》《別說可惜》等，成為打造陳淑樺「都會女子」 形象的開端。同年，30歲的李宗盛與香港DJ朱衛茵在台北舉行婚禮。
1989年，製作發行與陳淑樺合作的第二張專輯《跟你说，听你说》。除主打歌《夢醒時分》外，還收錄了兩人合唱的《你走你的路》等。該張唱片締造了華語唱片百萬張銷售記錄，成功將陳淑樺推上事業巔峰，也讓李宗盛有了「百萬製作人」的頭銜，成為滾石唱片的核心人物。同年發行《1984-1989李宗盛作品集》，收錄新作《和自己賽跑的人》等。同期先後爲好友趙傳寫出《我終於失去了你》和《我是一只小小鳥》兩首經典歌曲。同年與其他音樂人共同打造林強的首張台語專輯《向前走》，並獲得第3屆金曲獎最佳專輯製作人獎。
1991年，製作「娃娃」金智娟的轉型之作——以《漂洋過海來看你》為主打的專輯《大雨》。爲彌補製作經費不足，李宗盛賣了自己的賓士車，自掏腰包完成了專輯的後期錄製工作。同年，爲成龍打造首張個人專輯《第一次》，收錄了《明明白白我的心》《在我生命中的每一天》《壯志在我胸》等歌曲。
1992年，為張艾嘉製作以《愛的代價》為主打的同名專輯。同時，應邀爲陳凱歌導演的電影《霸王別姬》創作主題曲《當愛已成往事》，由李宗盛和當時剛剛加盟滾石的林憶蓮合唱，並由此開啓了他與林憶蓮的合作。《不必在乎我是誰》成為兩人合作的首張國語唱片。
1993年發表《凡人歌》《鬼迷心竅》《真心英雄》等作品，並爲張信哲打造《心事》專輯。其中的主打歌《愛如潮水》和《我是真的愛你》，奠定了張信哲「情歌王子」的地位。同年，與香港音樂人盧冠廷合作發行專輯《我們就是這樣》。除主打歌《如風往事》外，還收錄了二人重新演繹的《再回首》和《希望》《遠行》兩首爲女兒創作的歌曲。
1994年1月，製作發行辛曉琪簽約滾石的首張專輯《領悟》，在當時的唱片界創下一天銷售兩萬張的記錄，讓辛曉琪以《領悟》一曲成名。而此時，作爲華語樂壇最炙手可熱的製作人，「歌債如山」的李宗盛倍感疲憊，宣布暫別歌壇，並相繼舉辦了「我們都愛李宗盛」和「李宗盛十年回顧」兩個階段的暫別歌壇演唱會。6月推出《李宗盛的音樂旅程-不捨》專輯。
1995年，發掘馬來西亞歌手光良與品冠加盟滾石，組建無印良品進入樂壇。林憶蓮的《Love, Sandy》是1995年李宗盛製作的唯一一張唱片。專輯在亞洲銷量突破200萬張，至今仍是林憶蓮銷量最高的唱片。第二年又爲林憶蓮推出《夜太黑》專輯。李宗盛先後爲兩張唱片創作了《傷痕》《爲你我受冷風吹》《夜太黑》《不許哭》《誘惑的街》等10余首作品。
1997年，李宗盛與朱衛茵正式離婚。次年，40歲的李宗盛與林憶蓮在加拿大舉行婚禮。同年發掘學生樂團五月天簽約滾石，並要求他們作為一個樂隊必須獨立創作自己的作品。8月發表了與周華健、品冠合唱的《最近比較煩》。
在發掘馬來西亞歌手梁靜茹兩年後，於1999年爲其製作首張個人專輯《一夜長大》。同年爲莫文蔚製作《你可以 You Can》；专辑的主打歌《陰天》，被李宗盛稱為自己運用文字能力的「第三次轉折」。

2000年，製作了張信哲的《信仰》、梁靜茹的《勇氣》，以及《十二樓的莫文蔚》三張專輯。其中，莫文蔚專輯以李宗盛創作的《十二樓》爲主打，曲風多樣，獲得第12屆金曲獎最佳專輯製作人獎。

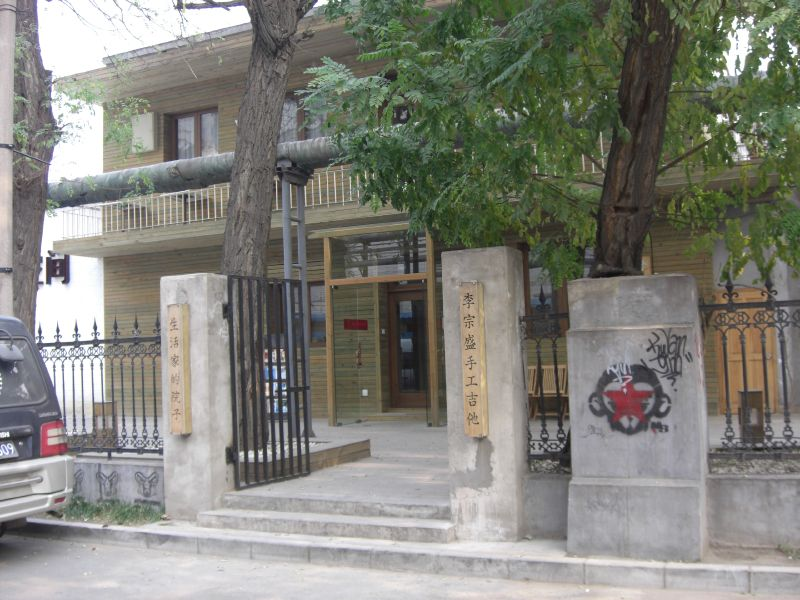
李宗盛於北京798藝術區的手工吉他工作室

### 2001年－2005年：離開滾石，移居大陸
2001年，已在滾石唱片工作17年的李宗盛與其約滿後不再續約，舉家移居上海並成立了自己的音樂工作室。同年，爲周華健製作《忘憂草》專輯，收錄歌曲《有沒有一首歌會讓你想起我》和為歌迷創作的《你們》等。
2002年創立Lee Guitars手工吉他品牌，將主要精力放在吉他製作上。「製琴是我的心願、夢想，是一生的事。」李宗盛說，「我不知道到底能做到什麼程度，但如果我不做這件事，華人製琴師將在流行音樂史上缺席。」
2004年，李宗盛與林憶蓮的婚姻走到了盡頭。同年他遷居北京，在798藝術區創辦了「李宗盛手工吉他」作坊和「Acoustic House」音樂咖啡館。
2005年，受邀爲紀念中國電影誕生100周年製作的音樂劇《電影之歌》擔任音樂總監，總製作人和詞曲創作人。同年與老友周華健一起開啓「周李二人轉」巡回演唱會，爲即將舉辦的個人演唱會熱身。
2006年5月，48歲的李宗盛在台北舉行「理性與感性」作品音樂會。演出精選了他27年音樂創作生涯的經典曲目，引發觀衆強烈共鳴，後陸續巡演至深圳，香港，上海，北京，馬來西亞，南京，廣州等地。
2007年發行《理性與感性作品音樂會》專輯。
2008年7月，連同羅大佑、周華健、張震嶽組成縱貫線，並於2009年3月在台北舉行首演。組團之初，四人便作出「一張專輯、一次巡迴、一年解散」的約定。樂團創下全球52場次的巡演記錄，觀看人次超過136萬。
在2010年1月的樂團告別演出中，李宗盛演唱了自己的新作〈給自己的歌〉，後收錄於縱貫線《南下專線》EP中。該曲一舉獲得第22屆金曲獎最佳作詞、最佳作曲、最佳年度歌曲三項大獎。
2013年7月，發行二十年來首支錄音室單曲《山丘》，引來如潮好評。8月受聘担任索尼音乐中国区A&R（Artist & Repertoire 藝人及作品）首席顧問。同年9月在台北開啓「既然青春留不住」大型個人巡回演唱會，後陸續在北京、天津、杭州、上海、南京、深圳、成都、新加坡、美加等地巡演，反響熱烈。隔年在第25屆金曲獎獲得最佳作詞、最佳作曲、最佳年度歌曲和最佳單曲製作人四項提名後，最終收穫最佳作詞和最佳年度歌曲兩項大獎。
2018年以愛徒李劍青《仍是異鄉人》專輯，獲得第29屆金曲獎「最佳專輯製作人獎」。
2019年以單曲〈新寫的舊歌〉獲得第30屆金曲獎「最佳作詞人獎」，這首歌一字一句展露與家人間最私密的情感，完整描述與父親之間關係的歌。

## 個人生活
80年代初，李宗盛與台灣民謠歌手郑怡交往。郑怡簽約滚石後，他以男朋友身份參與公司會議。1983年，郑怡的监制侯德健放下唱片工作，只身前往大陆，李宗盛接替成為郑怡監製，製作了1983年專輯《小雨来得正是时候》並與郑怡合唱他創作的歌曲〈結束〉，一炮而紅。 兩人分手後，郑怡在1985年专辑《苏醒》中宣告重新开始，写下一段心情笔记：“爱的开始也许只需要心灵的激荡与契合，可是当要继续走下去时，就得要相当的耐心毅力，加上彼此的谅解及珍惜，才会成就永恒的爱。”
1985年，李宗盛为张艾嘉制作专辑《忙与盲》，并在电影《最想念的季节》中扮演一对夫妻，一度传出绯闻，但双方否认。
1986年，李宗盛推出第一张个人专辑《生命中的精灵》。2006年李宗盛在《康永当家》透露这张专辑是为了纪念一位不知名的女友，但並非郑怡。这位女友后来远走美国结婚生子，十多年后，李宗盛的好友齐豫正巧住在这位女友家附近，李宗盛把一直保留的电话交给齐豫，请齐豫到美国后打这个号码，看对方是否还住在原处，结果对方搬家，双方失去联系。
1987年，李宗盛在香港电台十大中文金曲頒典禮首次見到DJ朱衛茵，一見鍾情後展開追求。一年後結婚，婚後移居台灣，育有兩女李純兒、李安兒。1992年，他與香港歌手林憶蓮合作，傳出三角戀。1994年，在婚外恋的輿論压力下，李宗盛在台北世界貿易中心举办暂别歌坛演唱会，邀请林忆莲作为嘉宾，引發負評。朱卫茵在1999年自传《真爱不死》中写道：“多年以来，我们聚少离多，其中最令我难过的事情，应该就是他的告别演唱会吧……看着一个最亲密的人在台上表演，而实际上你却知道这个人离你越来越远、越来越远，甚至于形同陌路了，一旦这个演唱会结束，他就要真正的离你而去，去追求他自己想要的东西了。”
李宗盛暫別演唱會後，林憶蓮變賣香港房产，移居加拿大。1995年，李宗盛暫停工作赴加拿大。同年兩人一起回到台灣，林憶蓮加盟李宗盛所在的滚石唱片。1997年，朱衛茵同意離婚。1998年初，李宗盛和林憶蓮宣布在加拿大溫哥華結婚，並證實懷孕。同年5月，誕下女兒李喜兒。婚後曾在台灣、上海、新加坡、北京定居。2004年7月李宗盛與林憶蓮離婚。
2005年，李宗盛與女助理刘慧君傳出緋聞，雙方否認。
2015年李宗盛與小他27歲的模特千惠結婚。婚後為了方便照顧高齡母親，舉家從大陸搬回台灣。

## 音樂作品

### 縱貫線時期

#### 錄音室專輯
| 專輯名稱     | 發行日期      | 唱片公司 | 曲目                                                                                |
| ------------ | ------------- | -------- | ----------------------------------------------------------------------------------- |
| 《北上列車》 | 2009年9月11日 | 滾石唱片 | 曲目 1. 縱貫線兄弟姐妹 2. 公路 3. 天使的眼淚 4. 抱著你 5. 出發 (亡命之徒) 6. 親愛的 |
| 《南下專線》 | 2010年4月30日 | 滾石唱片 | 曲目 1. 歸來 2. 握手 3. 愛欲浮世繪 4. 有光 5. 給自己的歌 6. 感應                    |

#### 實況專輯
| 專輯名稱        | 發行日期                    | 唱片公司 | 版本                     |
| --------------- | --------------------------- | -------- | ------------------------ |
| 《出發》        | 2010年12月3日/2011年1月11日 | 滾石唱片 | 2DVD/藍光BD              |
| 《終點站》      | 2010年12月3日/2011年1月11日 | 滾石唱片 | 2DVD/藍光BD              |
| 《出發·終點站》 | 2010年12月3日/2011年1月11日 | 滾石唱片 | 4DVD/2藍光BD + BONUS DVD |

### 個人時期

#### 錄音室專輯
| 發行年份 | 專輯名稱              | 附註 |
| -------- | --------------------- | ---- |
| 1986     | 生命中的精靈          |      |
| 1989     | 1984-1989李宗盛作品集 |      |
| 1994     | 李宗盛的音樂旅程-不捨 |      |

#### EP
| 發行年份 | 專輯名稱 | 附註          |
| -------- | -------- | ------------- |
| 1993     | 希望     | 迷你專輯 (EP) |

#### 單曲
| 發行年份 | 專輯名稱   | 附註 |
| -------- | ---------- | ---- |
| 2013     | 山丘       | 單曲 |
| 2018     | 新寫的舊歌 | 單曲 |

#### 實況專輯
| 發行年份 | 專輯名稱                      | 附註              |
| -------- | ----------------------------- | ----------------- |
| 2007     | 理性與感性作品音樂會          | 2CD+2DVD 現場專輯 |
| 2016     | 既然青春留不住 還是做個大叔好 | 2CD+2DVD 現場專輯 |

#### 精選專輯
| 發行年份 | 專輯名稱                    | 附註      |
| -------- | --------------------------- | --------- |
| 1999     | 作品李宗盛                  | 2CD精選辑 |
| 2003     | 滾石香港黃金十年-李宗盛精選 | 精選辑    |
| 2004     | 愛情論-愛的代價             | 3CD精選辑 |

#### 製作專輯
| 發行年份 | 演唱者               | 專輯名稱                    | 附註 |
| -------- | -------------------- | --------------------------- | --- |
| 1983     | 鄭怡                 | 小雨來的正是時候            | 全製作 |
| 1984     | 鄭怡                 | 去吧我的愛                  | |
| 1984     | 薛岳                 | 搖滾舞台                    | 全製作 |
| 1985     | 張艾嘉               | 忙與盲                      | 全製作 |
| 1986     | 李宗盛               | 生命中的精靈                | 全製作 |
| 1986     | 潘越雲               | 舊愛新歡                    | 全製作 |
| 1987     | 周華健               | 心的方向                    | 全製作 |
| 1988     | 陳淑樺               | 女人心                      | 全製作 |
| 1988     | 潘越雲               | 情字這條路（台語）          | |
| 1989     | 陳淑樺               | 跟你說 聽你說               | 全製作（黃建昌聯合製作）                                                                                         |
| 1989     | 李宗盛               | 1984-1989李宗盛作品集       | 全製作 |
| 1990     | 林強                 | 向前走（台語）              | |
| 1991     | 金智娟               | 大雨                        | |
| 1991     | 成龍                 | 第一次                      | |
| 1992     | 張艾嘉               | 愛的代價                    | 〈這樣愛你對不對〉、〈因為寂寞〉                                                                                 |
| 1992     | 陳淑樺               | 陳淑樺的台灣歌（台語）      | 全製作（黃建昌聯合製作）                                                                                         |
| 1992     | 黃鶯鶯               | Traces Of Love 情畫         | 〈Traces Of Love(Love Song Of康定)〉、〈If I can Just Get Through the Night〉、〈I'll never fall in love again〉 |
| 1993     | 林憶蓮               | 不如重新開始（粵語）        | |
| 1993     | 林憶蓮               | 不必在乎我是誰              | |
| 1993     | 張信哲               | 心事                        | |
| 1993     | 李宗盛               | 希望                        | 迷你專輯 (EP) |
| 1993     | 李宗盛 盧冠廷        | 我們就是這樣                | |
| 1993     | 黃鶯鶯               | 寧願相信                    | |
| 1994     | 辛曉琪               | 領悟                        | |
| 1994     | 李宗盛               | 李宗盛的音樂旅程-不捨       | |
| 1996     | 林憶蓮               | 感覺完美（粵語）            | 全製作 |
| 1996     | 林憶蓮               | 夜太黑                      | 全製作 |
| 1997     | 萬芳                 | 左手                        | 〈守夜人〉、〈寂寞〉、〈孩子氣（成人篇）〉                                                                       |
| 1998     | 辛曉琪               | 每個女人                    | 全製作 |
| 1999     | 莫文蔚               | You Can 你可以              | 〈陰天〉、〈愛情有什麼道理〉、〈我累了〉                                                                         |
| 1999     | 萬芳                 | 不换                        | 〈女人鞋Ｉ〉、〈不換〉、〈這樣也好〉、〈渴望〉、〈我的天空〉                                                     |
| 1999     | 黃品源               | 狠不下心                    | |
| 1999     | 梁靜茹               | 一夜長大                    | |
| 2000     | 張信哲               | 信仰                        | |
| 2000     | 莫文蔚               | 十二樓的莫文蔚              | 全製作 |
| 2000     | 辛曉琪               | 谈情看爱                    | 全製作 |
| 2000     | 黃嘉千               | 我們都要                    | 全製作 |
| 2000     | 梁靜茹               | 勇氣                        | |
| 2000     | 劉美君               | 愛自己                      | 全製作 |
| 2001     | 周華健               | 忘憂草                      | |
| 2001     | 汪佩蓉               | It's You                    | 全製作 |
| 2001     | 易齊                 | 第一張創作專輯              | 全製作 |
| 2001     | 梁靜茹               | 閃亮的星                    | |
| 2002     | 劉若英               | Love and the City           | |
| 2002     | 黃品源               | 簡單情歌                    | |
| 2003     | 梁靜茹               | 美麗人生                    | |
| 2003     | 童安格               | 青春手捲                    | |
| 2003     | 李心潔               | Man and Woman               | |
| 2004     | 張艾嘉 劉若英 李心潔 | 20 30 40 愛得精彩電影原聲帶 | CD1 全製作 |
| 2004     | 刀郎                 | 喀什噶尔胡杨                | 全製作 |
| 2005     | 黎明                 | 一個故事                    | |
| 2011     | 楊宗緯               | 原色                        | 全製作（除〈那個男人〉）                                                                                         |
| 2013     | 楊宗緯               | 初.愛                       | |
| 2013     | 李宗盛               | 山丘                        | 單曲 |
| 2014     | 白安                 | 接下來是什麼？              | 全製作 |
| 2017     | 李劍青               | 仍是異鄉人                  | 全製作 |
| 2018     | 李宗盛               | 新寫的舊歌                  | 單曲 |

### 歌曲

#### 作詞作曲
| 演唱者        | 歌曲名稱 |
| ------------- | --- |
| 李宗盛        | 一個人、開場白、生命中的精靈、沒有人知道、你像個孩子、如果你要離去、寂寞難耐、 十七歲女生的溫柔、我有話要說、愛情少尉、和自己賽跑的人、我的未來我的家我的妻、 阿宗三件事、凡人歌、鬼迷心竅、希望、遠行、給自己的歌、感應、山丘、新寫的舊歌 |
| 陳淑樺        | 像我這樣的單身女子、那一夜你喝了酒、別說可惜、我只為你美麗、孤單、夢醒時分、 你走你的路、傲慢與偏見、這樣愛你對不對、問、愛的進行式、如願以償                                                                                              |
| 林憶蓮        | 不必在乎我是誰、傷痕、為你我受冷風吹、夜太黑、誘惑的街、不許哭、野風 |
| 趙傳          | 不要擋在我的面前、我終於失去了你、我是一隻小小鳥、愛要怎麼說出口、快樂似神仙 |
| 鄭怡          | 如果你說、結束、去吧我的愛、我和你、前塵往事 |
| 辛曉琪        | 領悟、荒唐、每個女人、彷彿是昨天、每個愛情都危險 |
| 張艾嘉        | 忙與盲、愛情有什麼道理、愛的代價、因為寂寞 |
| 張信哲        | 讓我忘記你的臉、相信相依、我是真的愛你、別怕我傷心、王子公主 |
| 成龍          | 壯志在我胸、明明白白我的心、在我生命中的每一天、怎麼會 |
| 潘越雲        | 鎖上記憶、小鎮醫生的故事、舊愛新歡 |
| 黃鶯鶯        | 寧願相信 |
| 金智娟        | 飄洋過海來看你、想逃 |
| 莫文蔚        | 陰天、十二樓、飛 |
| 楊宗緯        | 因為單身的緣故、饞 |
| 林憶蓮 李宗盛 | 當愛已成往事 |
| 鄭惠玉 李宗盛 | 當愛擦身而過 |
| 蔡琴          | 油麻菜籽 |
| 薛岳          | 搖滾舞台 |
| 齊豫          | 細說從頭 |
| 萬芳          | 多事的秋 |
| 許茹芸        | 真愛無敵 |
| 李玟          | 完整 |
| 鄒海音        | 征服我的心 |
| 陳傑洲        | 我聽見有人叫你寶貝 |
| 江蕙          | 晚婚、漫漫長路 |

#### 作曲
| 演唱者 | 歌曲名稱                                                                  |
| ------ | ------------------------------------------------------------------------- |
| 林憶蓮 | 假如讓你吻下去、天衣無縫、哭、轉身、傾慕、 Whatever、世界快樂、開始、勇敢 |
| 潘越雲 | 鎖上記憶、飛、最愛                                                        |
| 李宗盛 | 風櫃來的人                                                                |
| 齊豫   | 七點鐘                                                                    |
| 張艾嘉 | 艾嘉愛家、最愛                                                            |
| 黃鶯鶯 | 東城十里外                                                                |
| 萬芳   | 碧海情天                                                                  |
| 陳淑樺 | 笑紅塵                                                                    |
| 成龍   | 我有我路向                                                                |
| 張信哲 | 臨別一眼                                                                  |
| 蘇慧倫 | 我一個人住                                                                |
| 莫文蔚 | 潮濕、愛麗斯永遠住在這裏                                                  |

#### 作詞
| 演唱者         | 歌曲名稱                                                                                           |
| -------------- | -------------------------------------------------------------------------------------------------- |
| 趙傳           | 〈給所有知道我名字的人〉                                                                           |
| 周華健         | 〈在我心中〉〈讓我歡喜讓我憂〉〈若不能擁有你〉〈我試著假裝〉〈上上籤〉〈怎麽了〉〈深呼吸〉〈你們〉 |
| 張信哲         | 〈愛如潮水〉〈要你親口對我說〉〈愛不留〉〈王子公主〉〈阿福〉                                       |
| 李宗盛、盧冠廷 | 〈如風往事〉                                                                                       |
| 林憶蓮         | 〈知難不退〉〈有所謂〉〈我明白〉〈鏗鏘玫瑰〉〈Let Go〉〈理由〉〈最好的事〉                         |
| 辛曉琪         | 〈愛上他不只是我的錯〉〈執著〉                                                                     |
| 梁靜茹         | 〈一夜長大〉〈第三者〉                                                                             |
| 張惠妹         | 〈心誠則靈〉                                                                                       |
| 莫文蔚         | 〈我累了〉〈寂寞的戀人啊〉〈兩個女孩〉〈懶得管〉                                                   |
| 黃品源、莫文蔚 | 〈那麼爱你為什麼〉                                                                                 |
| 蘇慧倫         | 〈就要愛了嗎〉                                                                                     |
| 無印良品       | 〈身邊〉                                                                                           |
| 光良           | 〈傷心地鐵〉                                                                                       |
| 品冠           | 〈恍然大悟〉〈雨過天晴〉〈偶爾有陽光〉                                                             |
| 劉若英         | 〈當愛在靠近〉〈多傻〉〈她的溫柔〉                                                                 |
| 萬芳           | 〈寂寞〉〈不換〉                                                                                   |
| 張艾嘉         | 〈短歌〉                                                                                           |
| 楊宗緯         | 〈懷珠〉〈底細〉〈被遺忘的〉〈前戲〉〈蠻荒情場〉〈無邪〉                                           |
| 黎明           | 〈赤腳男人的山谷〉〈單影〉〈相信〉                                                                 |
| 縱貫線         | 〈歸來〉〈愛 欲 浮世繪〉〈有光〉                                                                   |
| 倫永亮         | 〈我是否應該再等〉                                                                                 |
| 劉美君         | 〈Tell You My Story〉〈每次我都很認真〉〈傷人太重〉〈讓步〉〈偷想〉〈旅行〉〈關燈〉〈好好過下去〉  |

## 演出作品

### 電影
- 《一九零五的冬天》(1981年)
- 《蹦蹦一串心》(1981年)
- 《最想念的季節》(1985年)
- 《心鎖》(1986年)
- 《天崩地裂》(後改名《靈芝異形》)(1988年)
- 《愛情麻辣燙》（1997年）
- 《東成西就2011》(2011年)
- 《十二生肖》(2012年) 客串演出

### 電視劇
- 《江湖再見》(1991年) 客串演出
- 《滾石愛情故事》(2016年)飾演 串燒店客人

### 綜藝節目
- 2014年《星廚駕到第一季》评委

## 主持作品
- 警察廣播電台《各說各話－李宗盛時間》

## 演唱會

### 2006-2009「理性與感性」世界巡迴作品音樂會（11場）
| 城市         | 場館           | 日期          |
| ------------ | -------------- | ------------- |
| 台北市       | 台北小巨蛋     | 2006年5月5日  |
| 台北市       | 台北小巨蛋     | 2006年5月6日  |
| 深圳市       | 深圳体育馆     | 2006年5月21日 |
| 香港         | 香港紅磡體育館 | 2006年7月9日  |
| 香港         | 香港紅磡體育館 | 2006年7月10日 |
| 上海市       | 上海大舞台     | 2006年10月6日 |
| 北京市       | 人民大会堂     | 2007年1月26日 |
| 馬來西亞雲頂 | 云顶云星剧场   | 2007年3月17日 |
| 南京市       | 五台山体育馆   | 2008年4月18日 |
| 廣州市       | 广州体育馆     | 2009年1月17日 |
| 廣州市       | 广州体育馆     | 2009年1月18日 |

### 2013-2015「既然青春留不住」世界巡迴演唱會（29場）
| 城市   | 場館                         | 日期           |
| ------ | ---------------------------- | -------------- |
| 台北市 | 台北小巨蛋                   | 2013年9月28日  |
| 北京市 | 首都体育馆                   | 2013年11月16日 |
| 天津市 | 天津体育中心                 | 2013年12月24日 |
| 杭州市 | 黄龙体育场                   | 2014年1月18日  |
| 上海市 | 梅赛德斯奔驰文化中心         | 2014年3月15日  |
| 福州市 | 福建省体育馆                 | 2014年4月12日  |
| 大連市 | 大连体育中心体育馆           | 2014年4月19日  |
| 南京市 | 南京奥体中心体育馆           | 2014年4月26日  |
| 太原市 | 山西省体育中心体育馆         | 2014年5月2日   |
| 深圳市 | 深圳湾体育中心“春茧”体育馆   | 2014年5月10日  |
| 成都市 | 四川省体育馆                 | 2014年5月24日  |
| 新加坡 | 新加坡室內體育館             | 2014年6月21日  |
| 溫哥華 | 伊利沙伯女皇劇院             | 2014年7月4日   |
| 洛杉磯 | 杜比劇院                     | 2014年7月6日   |
| 聖荷西 | 聖荷西州立大學               | 2014年7月11日  |
| 澳門   | 金光綜藝館                   | 2014年8月2日   |
| 无锡市 | 无锡市体育中心体育馆         | 2014年9月6日   |
| 廣州市 | 广州体育馆                   | 2014年9月13日  |
| 瀋陽市 | 遼寧體育館                   | 2014年9月26日  |
| 西安市 | 西安城市體育館               | 2014年10月18日 |
| 武漢市 | 湖北洪山體育館               | 2014年10月25日 |
| 廈門市 | 厦门集美嘉庚体育馆           | 2014年11月8日  |
| 濟南市 | 濟南奧林匹克體育中心體育館   | 2014年11月15日 |
| 吉隆坡 | 吉隆坡布特拉室内体育馆       | 2014年11月29日 |
| 南寧市 | 廣西體育中心體育館           | 2014年12月20日 |
| 墨尔本 | Convention Exhibition Centre | 2015年3月6日   |
| 悉尼   | The Star Event Centre        | 2015年3月8日   |
| 紐約   | 林肯中心                     | 2015年4月4日   |
| 紐約   | 林肯中心                     | 2015年4月5日   |

### 2014-2015「還是做個大叔好」世界巡迴演唱會（5場）
| 城市   | 場館                  | 日期           |
| ------ | --------------------- | -------------- |
| 台北市 | 台北小巨蛋            | 2014年12月27日 |
| 台北市 | 台北小巨蛋            | 2014年12月28日 |
| 上海市 | 梅賽德斯-奔馳文化中心 | 2015年1月10日  |
| 北京市 | 首都体育馆            | 2015年1月17日  |
| 倫敦   | 皇家阿爾伯特音樂廳    | 2015年6月22日  |

### 2019-2025「有歌之年」世界巡迴演唱會（95場）
| 城市               | 場館                            | 日期           |
| ------------------ | ------------------------------- | -------------- |
| 蘇州市             | 蘇州奧林匹克體育中心體育館      | 2019年5月24日  |
| 紹興市             | 紹興市奧體中心體育館            | 2019年5月26日  |
| 合肥市             | 合肥體育中心體育館              | 2019年5月31日  |
| 镇江市             | 镇江体育会展中心                | 2019年6月2日   |
| 呼和浩特市         | 内蒙古自治区体育馆              | 2019年6月14日  |
| 青島市             | 青島體育中心國信體育館          | 2019年6月16日  |
| 鞍山市             | 鞍山奥体中心体育馆              | 2019年6月21日  |
| 哈爾濱市           | 哈爾濱國際會展體育中心體育館    | 2019年6月23日  |
| 佛山市             | 佛山岭南明珠体育馆              | 2019年7月5日   |
| 深圳市             | 深圳大運中心體育館              | 2019年7月7日   |
| 石家莊市           | 河北省体育馆                    | 2019年7月12日  |
| 鄭州市             | 鄭州國際會展中心                | 2019年7月14日  |
| 泉州市             | 泉州海峡体育中心体育馆          | 2019年7月19日  |
| 昆明市             | 昆明滇池國際會展中心12號館      | 2019年8月9日   |
| 貴陽市             | 贵阳国际会议展览中心            | 2019年8月11日  |
| 長沙市             | 湖南國際會展中心                | 2019年8月16日  |
| 南昌市             | 南昌國際體育中心體育館          | 2019年8月18日  |
| 宜昌市             | 宜昌奥林匹克体育中心综合体育馆  | 2019年8月25日  |
| 寧波市             | 寧波奧林匹克體育中心體育館      | 2019年9月6日   |
| 新加坡             | 星宇表演藝術中心                | 2019年10月26日 |
| 康乃狄克州         | 康州金神体育馆                  | 2019年11月27日 |
| 康乃狄克州         | 康州金神体育馆                  | 2019年11月28日 |
| 聖荷西             | 聖荷西州立活動中心              | 2019年12月6日  |
| 溫哥華             | 太平洋體育館                    | 2019年12月8日  |
| 高雄市             | 高雄巨蛋                        | 2020年1月18日  |
| 臺北市             | 臺北小巨蛋                      | 2021年12月17日 |
| 臺北市             | 臺北小巨蛋                      | 2021年12月19日 |
| 康乃狄克州（返場） | 康州金神体育馆                  | 2022年2月6日   |
| 北印第安納州       | Hard Rock Casino Live           | 2022年2月12日  |
| 新加坡（返場）     | 濱海灣金沙劇院                  | 2022年10月28日 |
| 新加坡（返場）     | 濱海灣金沙劇院                  | 2022年10月29日 |
| 倫敦               | 漢默史密斯阿波羅                | 2023年4月5日   |
| 巴黎               | 巴黎會議宮                      | 2023年4月8日   |
| 上海市             | 梅賽德斯-奔馳文化中心           | 2023年8月17日  |
| 上海市             | 梅賽德斯-奔馳文化中心           | 2023年8月19日  |
| 上海市             | 梅賽德斯-奔馳文化中心           | 2023年8月21日  |
| 北京市             | 凱迪拉克中心                    | 2023年8月24日  |
| 北京市             | 凱迪拉克中心                    | 2023年8月26日  |
| 北京市             | 凱迪拉克中心                    | 2023年8月28日  |
| 馬來西亞雲頂       | 云顶云星剧场                    | 2023年9月2日   |
| 墨尔本             | 瑪格麗特·考特體育館             | 2023年9月7日   |
| 悉尼               | 悉尼國際會議中心                | 2023年9月9日   |
| 奥克兰             | Spark競技場                     | 2023年9月12日  |
| 東京               | 日本武道館                      | 2023年10月3日  |
| 深圳市（返場）     | 深圳大運中心體育館              | 2024年4月12日  |
| 深圳市（返場）     | 深圳大運中心體育館              | 2024年4月14日  |
| 天津市             | 天津体育馆                      | 2024年4月19日  |
| 天津市             | 天津体育馆                      | 2024年4月21日  |
| 杭州市             | 杭州奥体中心体育馆              | 2024年4月26日  |
| 杭州市             | 杭州奥体中心体育馆              | 2024年4月28日  |
| 成都巿             | 东安湖体育公园多功能体育馆      | 2024年5月17日  |
| 成都巿             | 东安湖体育公园多功能体育馆      | 2024年5月19日  |
| 南京市             | 南京青奥体育公园体育馆          | 2024年5月24日  |
| 南京市             | 南京青奥体育公园体育馆          | 2024年5月26日  |
| 武汉巿             | 武汉光谷国际网球中心            | 2024年5月31日  |
| 武汉巿             | 武汉光谷国际网球中心            | 2024年6月2日   |
| 澳門               | 銀河國際會議中心綜藝館          | 2024年6月7日   |
| 太原市             | 山西體育中心體育館              | 2024年9月6日   |
| 太原市             | 山西體育中心體育館              | 2024年9月8日   |
| 廈門市             | 廈門奧林匹克體育中心-鳳凰體育館 | 2024年9月14日  |
| 廈門市             | 廈門奧林匹克體育中心-鳳凰體育館 | 2024年9月16日  |
| 大連市             | 大連體育中心體育館              | 2024年9月20日  |
| 大連市             | 大連體育中心體育館              | 2024年9月22日  |
| 重慶市             | 華熙LIVE·魚洞                   | 2024年9月27日  |
| 重慶市             | 華熙LIVE·魚洞                   | 2024年9月29日  |
| 廣州市             | 寶能廣州國際體育演藝中心        | 2024年10月18日 |
| 廣州市             | 寶能廣州國際體育演藝中心        | 2024年10月20日 |
| 新加坡（返場）     | 新加坡室內體育館                | 2024年11月16日 |
| 多倫多             | 可口可樂體育館                  | 2024年12月6日  |
| 紐約               | 巴克萊中心                      | 2024年12月14日 |
| 拉斯維加斯         | 美高梅大花園體育館              | 2024年12月21日 |
| 蘇州市（返場）     | 蘇州奧林匹克體育中心體育館      | 2025年4月11日  |
| 蘇州市（返場）     | 蘇州奧林匹克體育中心體育館      | 2025年4月13日  |
| 宜昌市（返場）     | 宜昌奥林匹克体育中心综合体育馆  | 2025年4月18日  |
| 宜昌市（返場）     | 宜昌奥林匹克体育中心综合体育馆  | 2025年4月20日  |
| 長春市             | 五環體育館                      | 2025年4月25日  |
| 長春市             | 五環體育館                      | 2025年4月27日  |
| 乌鲁木齐市         | 乌鲁木齐奧林匹克體育中心體育館  | 2025年5月16日  |
| 乌鲁木齐市         | 乌鲁木齐奧林匹克體育中心體育館  | 2025年5月18日  |
| 宁波市             | 宁波奥体中心体育馆              | 2025年5月23日  |
| 宁波市             | 宁波奥体中心体育馆              | 2025年5月25日  |
| 郑州市             | 郑州奧林匹克體育中心體育館      | 2025年5月31日  |
| 郑州市             | 郑州奧林匹克體育中心體育館      | 2025年6月2日   |
| 哈尔滨市           | 哈爾濱國際會展體育中心體育館    | 2025年6月6日   |
| 哈尔滨市           | 哈爾濱國際會展體育中心體育館    | 2025年6月8日   |
| 濟南市             | 濟南奧林匹克體育中心體育館      | 2025年6月13日  |
| 濟南市             | 濟南奧林匹克體育中心體育館      | 2025年6月15日  |
| 泉州市             | 晋江第二体育中心体育馆          | 2025年9月12日  |
| 泉州市             | 晋江第二体育中心体育馆          | 2025年9月14日  |
| 南昌市             | 南昌国际体育中心体育馆          | 2025年9月19日  |
| 南昌市             | 南昌国际体育中心体育馆          | 2025年9月21日  |
| 合肥市             | 合肥少荃体育中心                | 2025年9月27日  |
| 合肥市             | 合肥少荃体育中心                | 2025年9月29日  |
| 临沂市             | 临沂奥体公园体育馆              | 2025年10月17日 |
| 临沂市             | 临沂奥体公园体育馆              | 2025年10月19日 |